# Jørgen Ingmann
Jørgen Ingmann Pedersen (Copenaghen, 26 aprile 1925 – Holte, 21 marzo 2015) è stato un cantante e musicista danese.
Faceva parte di un duo musicale assieme alla moglie Grethe Ingmann. Conosciutisi nel 1955, si sposarono nel 1956 per poi divorziare nel 1975.
Assieme vinsero l'Eurovision Song Contest 1963 per la Danimarca cantando Dansevise scritta da Otto Francker e Sejr Volmer-Sørensen.